# Harrington
Харрингтон (англ. Harrington jacket) — лёгкая куртка с эластичной резиновой лентой на поясе, изготовленная из хлопка, полиэстера, шерсти или замши — как правило, с традиционной подкладкой в шотландскую клетку. Подкладка также может иметь иной узор или быть однотонной. Другие названия: blouson scooter jacket, G9.
Куртки Харрингтон шьются из хлопковой ткани, а подкладка — из шотландской шерсти. Карманы и воротник застёгиваются на обычные пуговицы. Спина куртки состоит из двух частей, сшитых между собой. Внизу куртка плотно прижимается к телу. Спереди куртка застёгивается на металлическую молнию. При складывании воротника спереди создаётся V-образный разрез. Существует 2 вида куртки Харрингтон — для холодной и тёплой погоды. Первые куртки изготовлялись более плотными и тяжелее современных. Своё название «Харрингтон» куртка получила благодаря персонажу сериала 1960-х годов Peyton Place Родни Харрингтону (актёр Райан О’Нил). В русском языке название часто упрощают до «Харик».
Основатели фирмы Baracuta Джон и Айзек Миллеры разработали в 1937 году дизайн куртки на клетчатой подкладке — «G9». Первые куртки в таком стиле изготовляли британские фирмы Grenfell из Бернли, Lancashire и Baracuta из Стокпорта, Cheshire с 1930-х годов.
Харрингтоны часто можно увидеть на киногероях. Среди известных людей такие куртки надевали Элвис Пресли, Фрэнк Синатра, Стив Маккуин, Джейсон Стейтем, Роберт Шиэн, Джованни Рибизи. В 2007 году, чтобы отпраздновать 70-летие своего бренда, Baracuta выпустила три специальных G9 куртки с именами Пресли, Стив Маккуина и Фрэнка Синатры — все они надевали эту куртку — их имена напечатаны на подкладке.
Кроме Baracuta, куртки Харрингтон шьют Ив Сен-Лоран, Ralph Lauren, Lambretta, Pretty Green, Brooks Brothers, Merc Лондон, Fred Perry, Tesco, Izod, Ben Sherman, Lacoste, Lyle & Scott, Levi's, Lonsdale, Warrior, Scapegoat_404 и King George.
Особую известность эта куртка приобрела благодаря своей популярности у модов, сьюдхедов и скинхедов.